# Ruido de desarrollo
El ruido del desarrollo es un concepto  dentro de la biología del desarrollo en que el fenotipo varía entre  lo individual incluso aunque ambos, los genotipos y los factores medioambientales son iguales en todo. Contribuyendo los factores incluyen la expresión de gen estocástico y otras fuentes de ruido celular.

## Definición
A pesar de que los organismos dentro de una especie comparten genes muy similares, entornos similares e historia del desarrollo similar, cada organismo individual puede desarrollar diferencias debido a ruido en señalización e interpretación de señal. Este ruido del desarrollo puede ayudar al individual a obtener la capacidad de adaptar al entorno y contribuir a sus patrones únicos de desarrollo. Las huellas dactilares del ser  Humano proporcionan un ejemplo bien conocido; las huellas dactilares, difieren, incluso genéticamente  infieren gemelos o humanos idénticos.

## Uso del ruido en biología
El ruido del desarrollo puede ayudar al individual a obtener la capacidad de adaptar al entorno. Los sistemas biológicos muestran ambas variación y robustez. La variación natural dentro de una población es la parte  más grande, genéticamente determinada, pero la variación debido al ruido puede contribuir a una respuesta rápida por un individual a cambios en el entorno. Esta variación puede tener una sintonía evolutiva efectiva, aquello contribuye a una óptima forma física de una población. En soporte de esta idea, ha sido mostrado que las bacterias pueden cambiar estocásticamente a algo persistente y estatal, lo cual tiene crecimiento lento y acoplado con la capacidad de sobrevivir un tratamiento de antibiótico. En otro estudio,  ha sido mostrado que la mayoría de las proteínas ruidosas estuvieron asociadas con la respuesta de la tensión. Cuando las proteínas están expresadas en cantidades pequeñas, la expresión de proteínas más ruidosas será más influida por ruidos qué provenidos el contexto medioambiental. Los tipos de ruidos incluyen  un ruido extrinseco que es la variación en célula a nivel de expresión de la célula de proteína, y ruido intrínseco qué es la variación de la naturaleza estocástica inherente de expresión de proteína. Además, los genes ruidosos están asociados con una arquitectura de promotor distinta, incluyendo el prevalence de cajas TATA, compatibles con las predicciones teóricas que el ruido es mucho más influenciado por la lógica del transcriptional en el proceso y, en particular, la transición del cerrado para abrir cromatina.
El ruido del desarrollo puede contribuir a patrones únicos de desarrollo en cada individual también. Durante el desarrollo de un órgano complejo, la variabilidad en expresión de gen puede ser requerida para contribuir a diferenciación de tipos de células múltiples de células que tienen un potencial equivalente. Por ejemplo, el modelado del ojo de mosca del adulto confía en elecciones alternativas múltiples de diferenciación de caminos dentro de un aparentemente homogéneo campo de células. Las facetas (ommatidia) en ojos de mosca ocurren cuando dos tipos, designados pálidos y amarillos, definidos por los tipos particulares de ftopigmentos de rodopsina expresados en las dos células fotorreceptoras interiores. En las moscas que llevan mutaciones en el gen invertebrado, todo espectáculo en el destino pálido, mientras encima, la expresión de invertebrado induce el destino amarillo. El patrón final de la ommatidia está determinada por la variación estocástica en expresión de este factor de transcripción solo Invertebrado.

## Ruido del desarrollo en plantas
La mayoría del estudio en ruido del desarrollo, se ha centrado en animales, pero  hay también ejemplos de plantas. En un estudio temprano, Roy hizo miles de observaciones encima de números de pétalo así como encima de números de diente de la hoja. Observe un grado alto de variabilidad en ambos traits. Después de analizar su dato, no se puede concluir que la variabilidad estuvo causada por un efecto medioambiental. Otro ejemplo del ruido en plantas es el comportamiento de la raíz lateral. Las personas encontraron que el crecimiento de raíces laterales es imprevisible y genéticamente idéntico a la planta, la cual crece en el mismo entorno. Un ejemplo de germinación de semillas puede ilustrar el beneficio de ruido del desarrollo en plantas. En la Estocasticidad cronometrada de la germinación asegura que al menos una fracción del progene, sobrevivirá para reproducir.

## Ruido y robustez
Aun así las variaciones estocásticas en comportamientos de célula pueden ser beneficiosas, sistemas más biológicos necesidad de mantener una producción fiable sin variaciones imprevisibles. Esta capacidad amortiguada de las variaciones generaron por ruido molecular, polimorfismo genético, o fluctuaciones medioambientaesl que están denominadas como robustez.
Por ejemplo, en el desarrollo de los bloques de repetir de somites en el mesoderma de animales vertebrados, incluso aunque el sistema biológico puede ser subjetivo a un entorno ruidoso, el reloj de segmentación mantiene expresión de un gen periódico a través de osciladores acoplados, en una oscilación de síncronos de los vecinos que está mantenido a través de mutuos acoplamientos. Este mecanismo habilita embriones para mantener una segregación constante de somites, a pesar del ruido impuesto por el nivel alto de mitosis requerido para el crecimiento continuado.

## Estudio más lejano
Las fuentes, consecuencias, y el control del ruido en cuestiones importantes en el estudio del ruido del desarrollo. Los estudios recientes sugieren que este ruido tiene fuentes múltiples, incluyendo estocásticos o inherentemente, naturaleza aleatoria de las reacciones bioquímicas de expresión de gen. Pero el detalló los mecanismos que son todavía poco claros y las contribuciones de factores como microRNAs, cuya existencia era primero descubierta en el año 1990, queda poco claro. Por ejemplo, uno el estudio reciente mostró que los microRNAs pueden servir de funciones diferentes, de utilizar ruido para echar un cambio del desarrollo a pulir, las consecuencias de ruido para conferir robustez a perturbación medioambiental. Así, muchos restos de trabajo para ser hechos en comprensivos la importancia, control y mecanismos de ruido del desarrollo.